# Leonardo Villar
Pour les articles homonymes, voir Villar (nom de famille).
Leonardo Villar (né Leonildo de Motta le 25 juillet 1923 à Piracicaba et mort le 3 juillet 2020 à São Paulo,) est un acteur brésilien de cinéma et de théâtre.
Il doit sa célébrité internationale à son rôle de Zé do Burro dans le film La Parole donnée du réalisateur Anselmo Duarte, le seul film brésilien à ce jour à avoir obtenu une palme d'or au festival de Cannes (1962).

## Biographie
Leonardo Villar a débuté au théâtre dans la pièce Os Pássaros en 1950. Son premier rôle au cinéma fut celui Zé do Burro dans La Parole donnée. Le succès du film lui permit d'être le premier Brésilien et premier Sud-Américain à être nommé aux Oscar dans la catégorie Oscar du meilleur film en langue étrangère. Il débuta à la télévision en 1965 dans une telenovela de la chaîne Rede Tupi, A Cor de Sua Pele, qui racontait une histoire de relation inter-raciale. Il entra sur la chaîne Rede Globo de Televisão en 1972, où il connut un grand succès dans des spectacles tels que Escalada et Estúpido Cupido.
En 2001, après presque 20 ans éloigné de la scène il se produisit dans A Moratória. En 2008, après huit ans sans tourner il joua dans Chega de Saudade.